# Tao Jiaying
Tao Jiaying (Chinees: 陶嘉莹) (Heilongjiang, 15 april 1993) is een Chinees langebaanschaatsster.
In 2013 behaalde ze een gouden medaille op de Winter Universiade.
Op de Wereldkampioenschappen shorttrack 2015 behaalde ze een zilveren medaille op het onderdeel aflossing. Op de langebaan reed ze op de Wereldkampioenschappen schaatsen afstanden 2020 - Ploegenachtervolging vrouwen waar het team van China de zevende en laatste plaats behaalde.

## Records

### Persoonlijke records[3]
| Afstand    | Tijd    | Datum             | Baan    |
| ---------- | ------- | ----------------- | ------- |
| 500 meter  | 39,92   | 14 maart 2019     | Calgary |
| 1000 meter | 1.17,16 | 22 september 2019 | Calgary |
| 1500 meter | 1.57,70 | 17 maart 2019     | Calgary |
| 3000 meter | 4.08,90 | 15 maart 2019     | Calgary |
| 5000 meter | 7.23,16 | 16 maart 2019     | Calgary |

## Resultaten
| Jaar | WK Afstanden     |
| ---- | ---------------- |
| 2020 | 7e achtervolging |